# Sfinx (Harry Potter)
De Sfinx is een wezen uit de Harry Potter-boeken van de Britse schrijfster J.K. Rowling. Het is een variant op de sfinx zoals die voorkomt in de Egyptische mythen (de kruising tussen mens en leeuw) en eveneens op de sfinx uit de Oedipus-mythe, waarin de sfinx de mens raadselen voorlegt.
In de Harry Potterboeken is de Sfinx een bijzonder gevaarlijk en zeldzaam wezen dat alleen in Egypte voorkomt. Wanneer ze een heks of tovenaar tegenkomt houdt ze hem of haar een raadsel voor. Wanneer de heks of tovenaar de vraag goed heeft mag hij of zij erdoor, als ze niks zeggen mogen ze er niet door en als ze het fout hebben valt de Sfinx aan. 
Sfinxen zijn in Fabeldieren en Waar Ze Te Vinden door Newt Scamander gekwalificeerd als "XXXX" (speciale vaardigheid voor nodig om te behandelen).

## De sfinx in de boeken
In het vierde boek moeten Harry Potter, Carlo Kannewasser, Viktor Kruml en Fleur Delacour, die deelnemen aan het Toverschool Toernooi, een doolhof door waarin zich allerlei obstakels bevinden. Harry komt de Sfinx tegen en moet een raadsel oplossen. Hij weet het juiste antwoord en mag de Sfinx passeren.